# Bimetallkorrosion

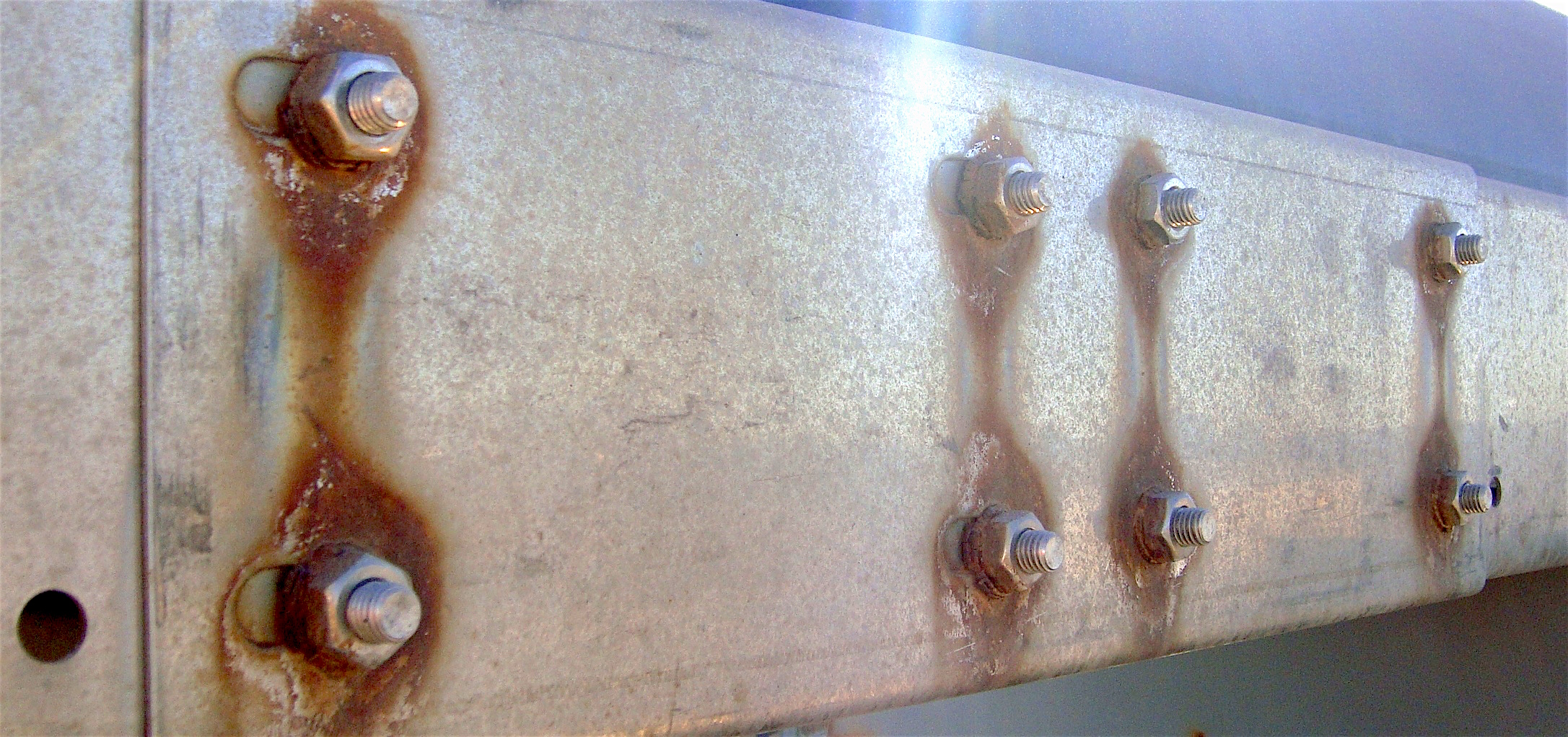
Bimetallkorrosion mellan rostfritt skruvförband och kolstål

Bimetallkorrosion, eller som det tidigare kallades galvanisk korrosion, är en form av lokal korrosion. Om metaller med olika ädelhet (olika korrosionspotential, även kallat kontaktpotential eller elektrod potential) är i kontakt och utsätts för en elektrolyt skapas en galvanisk cell. Metallen med högre korrosionspotential blir då katod medan den med lägre potential blir anod. Dock krävs en skillnad i korrosionspotential på minst 50 mV för att processen skall komma igång. Bimetallkorrosion sker enligt: ianod Aanod = ikatod Akatod, där i står för strömtäthet (A/cm²) och A för area (cm²). Utgående från denna ekvation ser man att bimetallkorrosion går mycket fort då anodytan är liten och katodytan stor.

## Lackering
Lackering är ett mycket vanligt korrosionsskydd som fungerar mycket bra förutsatt att metallen är helt isolerad av ytbehandlingen. Färgen måste ha en bra vidhäftning till ytan och tåla miljön den utsätts för. Lacker består oftast av flera skikt, som exempelvis fosfateringsskikt, ED-skikt, baslack och klarlack. Inom fordonsindustrin brukar karosser målas enligt följande serie med eventuella sköljningar och härdningar emellan: avfettning, fosfatering, elektrodoppning, filler-lackering, baslackering och klarlackering. En fordonslack är totalt sett ca 150 µm tjock. Avfettning görs för att garantera godtagbara nivåer av föroreningar för att fosfateringen ska få bra vidhäftning. Fosfatering går ut på att artikeln doppas i fosforsyra som resulterar i ett finkristallint fosfatskikt på 1-20 µm. Fosfateringen ger ett visst korrosionsskydd men framförallt god vidhäftning. Elektrodoppning är en elektrolytisk beläggningsprocess av lack som är till för att förbättra vidhäftning av ytor som är svåra att få vidhäftning mot i normal spray- eller doppningsprocess. Klippta kanter är exempelvis mycket svåra att annars täcka. Artikeln kopplas normalt sett som anod och kärlet som katod. Fillern har som funktion att jämna ut ytan. Baslacken är ett pigmenteringsskikt som har en god täckning mot underlaget och som ger artikeln dess färg. Klarlacken skyddar baslacken mot nötning, kemisk- och miljöpåfrestningar.